# کدبندی ایران‌سیستم
کدبندی ایران‌سیستم نام یک کدبندی نویسهٔ قدیمی ۸ بیتی برای زبان فارسی است که توسط شرکت ایران‌سیستم معرفی شد. این کدبندی در ایران و در برنامه‌های مبتنی بر سیستم‌عامل داس کاربرد گسترده‌ای یافت به طوری که پرکاربردترین قالب برای تبادل متن فارسی بود و در تمامی برنامه‌های فارسی پشتیبانی می‌شد و در سکوهای وب نیز مورد استفاده قرار می‌گرفت. اما بعدها با معرفی ویندوز-۱۲۵۶ و ایزیری ۶۲۱۹ رفته‌رفته کنار گذاشته شد. امروزه برخی برنامه‌ها و اسناد تحت ویندوز و داسی که از این کدبندی استفاده می‌کنند همچنان یافت می‌شود و قلم‌هایی که برای این کدبندی ساخته شده‌اند نیز وجود دارند ولی بیشتر برنامه‌ها از کدپیج ۱۲۵۶ ویندوز یا یونی‌کد استفاده می‌کنند.
این کدبندی دارای چندین نسخهٔ محلی‌شده است و برای آن مبدل‌هایی جهت تبدیل به یونیکد نوشته‌شده. در هنگام تبدیل کدبندی ایران‌سیستم به یونیکید باید به مسئلهٔ نیاز/عدم نیاز به استفاده از فاصلهٔ مجازی و اتصال مجازی دقت داشت؛ برای نمونه واژهٔ «خانه‌ها» که در کدبندی ایران‌سیستم (به علت استفاده از شکل پایانی حرف «‍ه») بدون نیاز به فاصلهٔ مجازی نوشته می‌شود (0xA1 0x91 0xF7 0xF9 0xFA 0x91) در یونی‌کد باید به 0x062E 0x0627 0x0646 0x0647 0x200C 0x0647 0x0627 تبدیل شود.

## مشکلات
این قالب محدودیت‌ها و مشکلات بسیاری دارد از جمله:
- ذخیره‌سازی دیداری (بر اساس ترتیب نمایش چپ به راست) به‌جای ذخیره‌سازی مفهومی (بر اساس ترتیب خواندن)
- چندنمادی بودن (اختصاص دو، سه، یا چهار کد به اشکال مختلف حروف فارسی) به جای تک‌نمادی بودن (اختصاص فقط یک کد به هر حرف فارسی)
- کمبود برخی نویسه‌ها (نمادهای متداولی چون همزهٔ روی حروف، گیومه و نقطه‌ویرگول)
- نداشتن کد گریز مورد تأیید ایزو برای ترکیب متن‌هایی غیر از فارسی و انگلیسی
- گسترش‌ناپذیری

## جانمایی کدپیج
در جدول زیر نیمهٔ بالای کدبندی (۱۲۸–۲۵۵) نمایش داده شده است، نویسه‌های ۰–۱۲۷ مشابه اَسکی هستند. همانطور که مشاهده می‌شود برخی از اشکال حروف (جدا و چسبیده) در این کدبندی دارای کدپوینت جداگانه هستند.
| IRAN SYSTEM | IRAN SYSTEM  | IRAN SYSTEM  | IRAN SYSTEM  | IRAN SYSTEM  | IRAN SYSTEM  | IRAN SYSTEM  | IRAN SYSTEM  | IRAN SYSTEM  | IRAN SYSTEM  | IRAN SYSTEM  | IRAN SYSTEM  | IRAN SYSTEM  | IRAN SYSTEM  | IRAN SYSTEM  | IRAN SYSTEM  | IRAN SYSTEM   |
| ----------- | ------------ | ------------ | ------------ | ------------ | ------------ | ------------ | ------------ | ------------ | ------------ | ------------ | ------------ | ------------ | ------------ | ------------ | ------------ | ------------- |
|             | _0           | _1           | _2           | _3           | _4           | _5           | _6           | _7           | _8           | _9           | _A           | _B           | _C           | _D           | _E           | _F            |
| 8_          | ۰ 06F0 ۱۲۸   | ۱ 06F1 ۱۲۹   | ۲ 06F2 ۱۳۰   | ۳ 06F3 ۱۳۱   | ۴ 06F4 ۱۳۲   | ۵ 06F5 ۱۳۳   | ۶ 06F6 ۱۳۴   | ۷ 06F7 ۱۳۵   | ۸ 06F8 ۱۳۶   | ۹ 06F9 ۱۳۷   | ، 060C ۱۳۸   | ـ 0640 ۱۳۹   | ؟ 061F ۱۴۰   | ﺁ FE81 ۱۴۱   | ﺋ FE8B 142*  | ء 0621 ۱۴۳    |
| 9_          | ﺍ FE8D 144   | ﺎ FE8E 145   | ﺏ FE8F 146*  | ﺑ FE91 ۱۴۷** | ﭖ FB56 ۱۴۸*  | ﭘ FB58 ۱۴۹** | ﺕ FE95 ۱۵۰*  | ﺗ FE97 ۱۵۱** | ﺙ FE99 ۱۵۲*  | ﺛ FE9B 153** | ﺝ FE9D 154*  | ﺟ FE9F 155** | ﭺ FB7A 156*  | ﭼ FB7C 157** | ﺡ FEA1 ۱۵۸*  | ﺣ FEA3 ۱۵۹**  |
| A_          | ﺥ FEA5 ۱۶۰*  | ﺧ FEA7 ۱۶۱** | د 062F ۱۶۲   | ذ 0630 ۱۶۳   | ر 0631 ۱۶۴   | ز 0632 ۱۶۵   | ژ 0698 ۱۶۶   | ﺱ FEB1 ۱۶۷   | ﺳ FEB3 ۱۶۸   | ﺵ FEB5 ۱۶۹   | ﺷ FEB7 ۱۷۰   | ﺹ FEB9 ۱۷۱   | ﺻ FEBB 172   | ﺽ FEBD 173   | ﺿ FEBF 174   | ط 0637 ۱۷۵    |
| B_          | ░ 2591 ۱۷۶   | ▒ 2592 ۱۷۷   | ▓ 2593 ۱۷۸   | │ 2502 ۱۷۹   | ┤ 2524 ۱۸۰   | ╡ 2561 ۱۸۱   | ╢ 2562 ۱۸۲   | ╖ 2556 ۱۸۳   | ╕ 2555 ۱۸۴   | ╣ 2563 ۱۸۵   | ║ 2551 ۱۸۶   | ╗ 2557 ۱۸۷   | ╝ 255D ۱۸۸   | ╜ 255C ۱۸۹   | ╛ 255B ۱۹۰   | ┐ 2510 ۱۹۱    |
| C_          | └ 2514 ۱۹۲   | ┴ 2534 ۱۹۳   | ┬ 252C ۱۹۴   | ├ 251C ۱۹۵   | ─ 2500 ۱۹۶   | ┼ 253C ۱۹۷   | ╞ 255E ۱۹۸   | ╟ 255F ۱۹۹   | ╚ 255A ۲۰۰   | ╔ 2554 ۲۰۱   | ╩ 2569 ۲۰۲   | ╦ 2566 ۲۰۳   | ╠ 2560 ۲۰۴   | ═ 2550 ۲۰۵   | ╬ 256C ۲۰۶   | ╧ 2567 ۲۰۷    |
| D_          | ╨ 2568 ۲۰۸   | ╤ 2564 ۲۰۹   | ╥ 2565 ۲۱۰   | ╙ 2559 ۲۱۱   | ╘ 2558 ۲۱۲   | ╒ 2552 ۲۱۳   | ╓ 2553 ۲۱۴   | ╫ 256B ۲۱۵   | ╪ 256A ۲۱۶   | ┘ 2518 ۲۱۷   | ┌ 250C ۲۱۸   | █ 2588 ۲۱۹   | ▄ 2584 ۲۲۰   | ▌ 258C ۲۲۱   | ▐ 2590 ۲۲۲   | ▀ 2580 ۲۲۳    |
| E_          | ظ 0638 ۲۲۴   | ﻉ FEC9 ۲۲۵*  | ﻊ FECA 226** | ﻌ FECC 227*  | ﻋ FECB 228** | ﻍ FECD 229*  | ﻎ FECE 230** | ﻐ FED0 ۲۳۱*  | ﻏ FECF 232** | ﻑ FED1 ۲۳۳*  | ﻓ FED3 ۲۳۴** | ﻕ FED5 ۲۳۵*  | ﻗ FED7 ۲۳۶** | ﮎ FB8E 237*  | ﮐ FB90 ۲۳۸** | ﮒ FB92 ۲۳۹*   |
| F_          | ﮔ FB94 ۲۴۰** | ﻝ FEDD 241*  | ﻻ FEFB 242*  | ﻟ FEDF 243** | ﻡ FEE1 ۲۴۴*  | ﻣ FEE3 ۲۴۵** | ﻥ FEE5 ۲۴۶*  | ﻧ FEE7 ۲۴۷** | و 0648 ۲۴۸   | ﻩ FEE9 ۲۴۹*  | ﻬ FEEC 250   | ﻫ FEEB 251   | ﯽ FBFD 252   | ﯼ FBFC 253   | ﯾ FBFE 254** | NBSP 00A0 ۲۵۵ |
|             | _0           | _1           | _2           | _3           | _4           | _5           | _6           | _7           | _8           | _9           | _A           | _B           | _C           | _D           | _E           | _F            |

*کدپوینت داده‌شده متعلق به شکل جدا است، شکل پایانی این حرف دارای کدپوینتی جداگانه است.
**کدپوینت داده‌شده برای شکل آغازین حرف است، شکل میانی این حرف دارای کدپوینتی جداگانه است.